# Tatjana Jablonska
Tatjana Jablonska (Oekraïens: Тетяна Нилівна Яблонська) (Smolensk, februari 1917 – Kiev, 17 juni 2005) is een Russisch-Oekraïens kunstschilderes. Ze groeide op in een familie van intellectuelen, en werd thuis opgeleid, door haar vader voorbestemd om kunstenares te worden.
Jablonska studeerde tussen 1935 en 1941 aan de Nationale Academie voor Beeldende Kunsten en Architectuur in Kiev. Ze staat bekend om schilderwerk op canvas dat vaak veel licht bevat, en ze had een goed ontwikkeld gevoel voor kleurgebruik. In de jaren 1960 schilderde Jablonska een aantal werken op canvas dat het Oekraïense platteland weergaf, in een stijl die gebaseerd was op nationale Oekraïense kunsttradities.
Jablonska ligt begraven op de Bajkove-begraafplaats.
- Gemeinsame Normdatei: 123150256
- International Standard Name Identifier: 0000 0003 7440 6743
- Library of Congress Control Number: n81024498
- Nationale Bibliotheek van Letland: 000314678
- Nationale Bibliotheek van Tsjechië: xx0082122
- RKD-Nederlands Instituut voor Kunstgeschiedenis: 41270
- Union List of Artist Names: 500028477
- Virtual International Authority File: 77629634
- WorldCat: E39PBJgxt8f7cY8Q44Hgf8CxXd